# IAIO Qaher-313
El Qaher F-313 (en persa: قاهر-۳۱۳‎; también Ghaher-313, o Conquistador-313, Q-313, F-313) es un avión furtivo de combate iraní que se anunció públicamente el 1 de febrero de 2013. En febrero de 2023 se anunció una reconversión de la plataforma a un vehículo aéreo de combate no tripulado (UCAV)
Fue presentado a la prensa por el presidente Mahmoud Ahmadinejad, el 2 de febrero de 2013, como parte de las ceremonias del amanecer de diez días y en vísperas del 34 aniversario de la Revolución Islámica.

## Producción y desarrollo
Según fuentes del gobierno iraní, el Qaher F-313 ha sido diseñado y es producido enteramente en Irán por la Organización de la Industria Aeronáutica de Irán, una división del Ministerio de la Defensa y La Fuerza Aérea de la República Islámica de Irán. El director del proyecto es Hassan Parvaneh. El ministro de defensa iraní Ahmad Vahidi declaró que se trata de un avión de combate con características físicas únicas, con una firma de radar muy baja y por tanto capaz de operar a bajas altitudes sin ser detectado.
El diseño de la aeronave es una configuración de aletas Canard. Se describe como un caza furtivo construido con materiales avanzados, con una firma de radar muy baja y con capacidad de operaciones a baja altitud. También se alegó que el Qaher F-313 puede despegar y aterrizar en pistas cortas y tiene "fácil mantenimiento". El Qaher F-313 tiene una capacidad de carga útil para transportar dos bombas de 900 kilogramos o un número mayor de misiles guiados más pequeños o por lo menos 6 misiles aire-aire PL-12.
Cuenta con un dispositivo de punta de ala baja que Flightglobal.com señaló vagamente que se parece al prototipo Boeing Bird of Prey, pero con un diseño muy similar al Lockheed Have Blue de la década del 70 que se desarrolló posteriormente en el avión furtivo Lockheed F-117 Nighthawk ya retirado. Flightglobal también dijo: "dado el pequeño tamaño aparente de la aeronave y su diseño monomotor, el Qaher F-313 podría ser propulsado por variantes de Ingeniería inversa del Turborreactor General Electric J85 que Irán tiene en posesión". Irán posee General Electric J85, así como una docena de motores a reacción como consecuencia de viejos Northrop F-5 y otras aeronaves de Estados Unidos en su inventario como el caza Grumman F-14 Tomcat vendidos a Irán en años previos a la Revolución Islámica en 1979, así como nuevos motores de aviones de combate de Rusia y China. 
Irán construye también varios motores Turbofan como el Toloue-4 y Toloue-5 para sus nuevos diseños de Vehículo aéreo no tripulado. Irán afirma que han diseñado el avión usando CATIA software de diseño interactivo en tres dimensiones y probado usando el software Gambit de generación de datos numéricos, análisis de flujo de fluido y software de simulación, Mecánica de fluidos computacional y se han probado, además, la aerodinámica utilizando jet de tamaño pequeño y modelos para vuelos con hélice.
Dos días después de la ceremonia de inauguración, la agencia de noticias Mehr publicó las diez principales características del proyecto de avión de combate de diseño furtivo, invisible al radar y de cabina monoplaza, doble timón vertical de cola, caza de superioridad aérea de alta maniobrabilidad. Al parecer, el avión fue diseñado con una mayor estabilidad y por lo tanto no necesita de un sistema fly-by-wire (FBW).

## Características

Cuatro vistas de Qaher-313.

El avión, cuyas primeras imágenes han sido publicadas por la agencia de noticias Fars, cuenta con impresionantes prestaciones técnicas y presenta un diseño similar al del F-22 estadounidense y del PAK FA ruso. La enorme envergadura de sus alas, de inusual apariencia, y el timón de cola, inclinado hacia afuera, le asemejan al F-35. 
El Qaher está construido con "materiales avanzados" y tiene una firma de radar muy baja. Puede despegar y aterrizar en pistas cortas y tiene "un fácil mantenimiento". Estas afirmaciones no han podido ser verificadas independientemente ya que Irán no ha desvelado detalles técnicos de este arsenal.

## Apariciones públicas
Los medios de comunicación foráneos de Irán han planteado la posibilidad de que la aeronave sea un engaño. El prototipo del Qaher ha iniciado aparentemente las pruebas de vuelo, pero no se ha podido confirmar su veracidad.
Los expertos de la industria de la aviación han cuestionado su aeronavegabilidad; por ejemplo, la cabina de un avión es demasiado pequeña para que un piloto pueda llevar a cabo con eficacia las tareas necesarias, tampoco cuenta con instrumental avanzado, solamente cuenta con instrumentos que se pueden encontrar en pequeños aviones como los Cessna 182 y las salidas de aire son demasiado estrechas para suministrar el aire al chorro turbo por lo tanto, incapaz de levantar y sostener el vuelo. Los mismos opinan que Irán no tiene las capacidades necesarias para diseñar y desarrollar un caza de 5ª generación por sí mismo. No ha habido ninguna verificación independiente de la situación del desarrollo de la aeronave, y algunos comentaristas han afirmado que la aeronave es un engaño.

## Cancelación
El director general de la Organización de Industrias de Aviación de Irán (IAIO), una filial del Ministerio de Defensa, anunció en una entrevista televisada el 18 de febrero de 2023 que el caza había alcanzado la madurez técnica pero sería reelaborado y desplegado como un dron no tripulado en lugar de un avión tripulado para adaptarlo a los requisitos de las unidades militares iraníes, las primeras entregas se realizarían a mediados de 2024. No se ha demostrado públicamente ningún progreso en el desarrollo desde que se llevaron a cabo las pruebas de rodaje en 2017.